# 国民革命军第二十一师北伐阵亡将士墓
国民革命军第二十一师北伐阵亡将士墓，俗称血园陵或党军坟，位于中国浙江省杭州市西湖区南高峰东面半山腰处，法相寺（今慧因高丽寺）以西登山步道一侧，由曾任该师师长的严重主持修建于1927年4月至7月间，为具有民国特色的中西合璧式墓园，也是杭州唯一一座北伐战争时期的阵亡将士陵园，葬有当年1月至2月间在浙江境内阵亡的北伐将士200余名，最高军事指挥官为团长。
陵园依山而建，占地两千余平方米，共分四层，自下而上依次建有大门和铁皮亭、西式三间四柱牌坊、灵骨塔和西式小洋楼（原为两层三开间歇山顶建筑），牌坊上书铁血丹心，建成后由继任师长陈诚派专人来此守陵，后因守陵人在石墩上刻“血园”二字，故有此俗称。因年久失修及人为破坏，今其地面建筑及构筑物大多残损或散失，2009年文物普查时被重新发现，2012年由西湖风景名胜区管理委员会对遗址进行了清理和修整，现为遗址公园。